# Iris Adrenaline
L’iris 'Adrenaline' est une variété d'iris hybride. (Parents : 'Candy Apple' × 'Secret Garden').
- Création : Vivette Sazio-Anfosso (1984)[1].
- Description : Iris de rocaille rouge bourgogne à barbe bleu-violet et parfum vanille citron.
- Floraison : moyen.
- Taille : 30 cm.